# Entwertung (Psychologie)
Die Entwertung als ein psychischer Abwehrmechanismus gehört zu den primitiven Abwehrmechanismen und bildet den Gegenpol zur Idealisierung. Als Schutzmechanismus wird Entwertung zur Stabilisierung des Selbstwertgefühles eingesetzt und dient der Abwehr von Neidgefühlen oder Verlust- und Abhängigkeitsängsten.
In pathologischer Ausprägung kann die Entwertungsabwehr ein Teil der für Störungen auf niedrigem Strukturniveau (der narzisstischen und der Borderline-Persönlichkeitsstörung) typischen Spaltungsabwehr sein und stellt somit ein wichtiges Symptom dieser Störungsbilder dar. Auch gut integrierte Persönlichkeiten setzen die Entwertungsabwehr zum Schutz des Selbstkonzeptes und in sozialen Konkurrenzsituationen ein. Dies geschieht, indem an einer eigentlich beneideten Person Eigenschaften hervorgehoben werden, in welchen sie dem Entwertenden unterlegen ist.
Menschen mit narzisstischer oder Borderline-Persönlichkeitsstörung sind auf die Entwertungsabwehr angewiesen und wenden sie daher systematisch und häufig an. Im Gegensatz zu gut integrierten Persönlichkeiten fällt die Entwertung bei ihnen auch gnadenloser und scheinbar unwiderlegbarer aus. Bei gut integrierten Persönlichkeiten steht die Entwertung vornehmlich im Dienste der Rationalisierung oder Verdrängung eigener einer anderen Person gegenüber empfundener Defizite oder als Schranke für auf diesen gerichtete Sympathien, die im Widerspruch zu eigenen Wertüberzeugungen oder Abhängigkeitsbefürchtungen stehen.

## Genese
Entwertung bedeutet eine unverhältnismäßig negative Bewertung eines Objektes oder einer Objektrepräsentanz zum Zweck der Stabilisierung oder Erhöhung des eigenen Selbstbildes. In der frühen Entwicklung des Selbst sind Konzepte von „gut“ und „böse“ noch nicht integriert. Das bedeutet, dass Kleinkinder in den ersten beiden Lebensjahren sich selbst oder die mit ihnen interagierenden Objekte situationsabhängig als entweder vollkommen gut oder vollkommen schlecht wahrnehmen. Die Mutter, die gerade Nahrung oder Liebe spendet, ist in diesem Moment ein vollkommen „gutes“ Objekt und das Kind kann sich nicht vorstellen, dass dieses gute Objekt auch „böse“ Anteile in sich trägt, die zu jeder vollständigen Persönlichkeit gehören. Erst mit weiterer Entwicklung und dem Erwerb eines stabileren Selbstgefühls wird das Kind die Persönlichkeit der Bezugsobjekte komplexer wahrnehmen und zu einer integrierenden Sichtweise sowohl negativer als auch positiver Seiten eines Objekts wie auch seines Selbst in der Lage sein.
Wird diese Entwicklung gestört, zum Beispiel durch eine primäre Bezugsperson, die überwiegend die negativen Selbstrepräsentanzen des Kindes hervorhebt oder nicht in der Lage ist, eigene Ambivalenz zu zeigen oder zu erleben, wird das Kind in dieser frühkindlichen gespaltenen Selbst- und Objektwahrnehmung verharren und im späteren Leben unter spezifischen Belastungssituationen für das eigene Selbst, zum Beispiel bei einem überlegenen Konkurrenten, die frühkindlichen Abwehrformationen reaktivieren und dem betreffenden Objekt jegliche positive Seite absprechen.
Spezifischere auf die narzisstische Persönlichkeitsstörung bezogene Szenarien der Pathogenese sind beispielsweise die folgenden:
Bei einer unsteten primären Bezugsperson ist das Kleinkind psychisch darauf angewiesen, die eigene überlebenswichtige Abhängigkeit von diesem unberechenbaren Objekt zu verleugnen. Ansonsten würde es in ständiger Angst um das eigene Überleben schweben. Die Verleugnung der Abhängigkeit bleibt dann allerdings auch im späteren Leben aufrechterhalten und bedingt massive Entwertungstendenzen gerade solchen Personen gegenüber, die der eigenen Person nahestehen oder potentielle Beziehungspartner sein könnten.
In ähnlich fataler Weise wirken sich Bezugspersonen auf die Entwicklung des Kindes aus, die ihre Zuneigung zum Kind an Leistungsbedingungen knüpfen und bei Nichterbringung von Leistung ihre Liebe zurücknehmen. Infolgedessen kann das Kind kein stabiles und autarkes Selbstwertgefühl entwickeln und wird immer auf narzisstische Zufuhr von außen angewiesen bleiben. Wenn im späteren Leben bestimmte Objekte ihre Wertschätzung oder Bewunderung nicht leisten oder aber mindern, dann werden diese Objekte gnadenlos entwertet. Dieser Vorgang wird als narzisstische Wut bezeichnet.